# Hidrosadenitis suppurativa
Hidrosadenitis suppurativa (HS) er en ofte overset kronisk hudsygdom, som er karakteriseret af ved gentagne udbrud af klynger af abscesser eller bylder. Udbruddet forekommer oftest i regioner med apokrine svedkirtler, såsom underarme, under brysterne, inderlår, lysken og ballerne.
HS er ikke smitbar og menes at være af autoimmun karakter. Indikationer tyder på at sygdommen er arvelig.
HS opstår typisk kort efter pubertetsperioden og synes at være hyppigst blandt kvinder. Omtrent 1-4 % af den voksne befolkning lider af HS på verdensplan (1:1600 til 1:24). Trods sygdommens hyppighed går mange med HS i stilhed og er intetanende om deres diagnose eller dens behandlingsmuligheder..